# Blommetaks-familien
Blommetaks-familien (Cephalotaxaceae) er en lille familie med tre slægter, der står Taks-familien nær. Den olivenagtige (eller altså: blommeagtige) frugt modner dog først efter to år.
| Slægter |

- Amentotaxus
- Blommetaks (Cephalotaxus)
- Nøddetaks (Torreya)